# Tom Malone
Tom Malone (ur. 16 czerwca 1947 w Hattiesburgu) – amerykański puzonista i artysta jazzowy.
Znany głównie z członkostwa w Blues Brothers Band oraz w orkiestrze CBS. Wystąpił też w nagraniach Franka Zappy, Jamesa Browna, Milesa Davisa i Steve'a Winwooda.
Malone rozpoczął swoją karierę jako trębacz, grając w klubach jazzowych. Po występach w Saturday Night Live stał się członkiem Blues Brothers Band, a w 1980 był jednym z czołowych bohaterów filmu Blues Brothers z Johnem Belushim i Danem Aykroydem.
W 1993 Malone dołączył do CBS Orchestra, w której grał na puzonie, trąbce, saksofonie i flecie.

## Dyskografia
- 1991: The Tom "Bones" Malone Jazz Septet: Standard of living
- 1993: Eastern standard time
- 1998: Soulbones

## Filmografia
- 1978: The Last Waltz
- 1980: Blues Brothers
- 1998: Blues Brothers 2000